# Reithrodon typicus
Reithrodon typicus és una espècie de mamífer rosegador de la família dels cricètids. Viu al sud del Brasil (Rio Grande do Sul), l'Uruguai i el nord de l'Argentina (Entre Ríos). Es tracta d'un animal herbívor. El seu hàbitat natural són els herbassars. És una espècie en risc mínim, és a dir, no sembla que hi hagi cap amenaça significativa per a la seva supervivència.